# Araiostegia
Araiostegia is een geslacht met zeven soorten varens uit de familie Davalliaceae, epifytische of terrestrische varens die voorkomen in tropische streken van Oost-Azië.

## Naamgeving enetymologie
De botanische naam Araiostegia is een samenstelling van Oudgrieks ἀραιός, araios (dun) en στέγη, stegē (dak), naar de dekvliesjes.

## Kenmerken
Araiostegia-soorten zijn epifytische of terrestrische varens met lange, kruipende, bovengrondse rizomen, dichtbezet met harige schubben. De bladen staan alleen en hebben een lange, eveneens met schubben bezette bladsteel. De bladschijf is meermaals geveerd, met zeer fijne bladslipjes.
De sporenhoopjes staan aan de onderzijde langs de rand van de blaadjes en worden beschermd door bekervormige dekvliesjes.

## Taxonomie
Het geslacht telt in de huidige indeling zeven soorten.

### Soortenlijst
- Araiostegia beddomei (Hope) Ching (1959)
- Araiostegia clarkei (Bak.) Copel. (1927) fide Fraser-Jenkins 1997
- Araiostegia delavayi (Bedd. ex Clarke & Bak.) Ching (1959)
- Araiostegia divaricata (Blume) Kato8 (1975)
- Araiostegia hymenophylloides (BI.) Copel.1 (1927)
- Araiostegia multidentata (Hook. & Baker) Copel. (1927)
- Araiostegia pulchra (D. Don) Copel. (1927)